# Funaria grossidens
Funaria grossidens är en bladmossart som beskrevs av Brotherus 1920. Funaria grossidens ingår i släktet spåmossor, och familjen Funariaceae. Inga underarter finns listade i Catalogue of Life.